# パンツを脱いだサル
「パンツを脱いだサル」（パンツをぬいだサル）は、栗本慎一郎の人類学書。2005年に現代書館から発行。「パンツをはいたサル」「パンツを捨てるサル」に続くパンサル・シリーズの完結編。

## 内容
- 第一章 サイエンスライターのエレイン・モーガンらに依拠しつつ、また、自らの闘病生活の成果を交えつつ、人類が水辺で進化したという仮説（アクア説）を提起する。
- 第二章 「国際資金資本」という、著者による造語が登場する。国会議員時代に経済企画庁で得たデータを紹介しつつ、冷戦後の国際経済の行方を語る
- 第三章 911事件の真相に迫りつつ、メディアや大衆を批判する
- 第四章 作家、科学哲学者アーサー・ケストラーらに依拠しつつ、アシュケナージ系ユダヤ人の起源に迫る
- 第五章 ブライアン・キイの『メディア・セックス』などに依拠しつつ、「ビートルズの陰謀」に迫る。
- 第六章 今後の展望を語る

## エピソード
- 731部隊出身の医師が、アメリカに協力したために、戦犯にならずに、国立大の教授になったと、第一章に書かれた
- 第二章で、冷戦終結で浮いた各国の軍事費などが遊休貨幣として、世界のGDPの総計を超えるほどの額に達しているとの見解を表明
- 1980年代のブダペスト取材中に、カール・ポランニーの母セシルが娘ゾフィーをナチスから救えなかったことを非難する女性に会ったが、そのことを自著「ブダペスト物語」（晶文社）には書けなかったと告白[2]。
- 911事件直前に欧州各国が英米の盗聴を非難していたことが、第三章に書かれる。
- オノ・ヨーコから送られてきた手紙は何の感慨もなく返信後に処分したが、吉本隆明から送られてきた酒瓶に付いた熨斗は保存を熱望したのに手違いで紛失してしまったことが明かされる。
- テレビ局を買おうとした若手経営者（時期から見て堀江貴文）の言動に注目している。

## 備考
『パンツを捨てるサル』で提起された「身体の変化と社会の変化のつながり」というモチーフは本書ではほとんど登場せず、両者は無関係に並列される。「身体の変化」論としては「水生類人猿説」が紹介されるが、そのことと社会変化とのつながりは明示されない。「社会の変化」論としては、生産支援的な金融資本から生産過程を離れた資金資本への移行が指摘され、その文脈で生命活動と経済活動のつながりを考察しない経済学者たちが批判されるが、栗本自身が資金資本と生命論との具体的なつながりを示していない。
両者のつながりを考察するためのケーススタディであったはずの「江戸時代の人口増問題」についての研究・調査・思索の経過報告も皆無。パンサル・シリーズ『パンツをはいたサル』の続編だとは前書き等で書かれるが、『パンツを捨てるサル』の話題がほとんど出てこない。